# Тремина
Тремина — деревня в Тайшетском районе Иркутской области России. Входит в состав Джогинского муниципального образования. Находится примерно в 87 км к северу от районного центра. Село Тремина делится на Ново-Тремина и Старо-Тремина. В Старо-Тремина имеется детский сад, школа для начальных классов, 4 магазина, котельная и колония-поселение (КП-41). В Ново-Тремина имеется школа, магазин. Село находится на берегу реки Бирюса, примерно в 13 километрах находится село Джогино. А в 120 км находится Тайшет.

## Население
По данным Всероссийской переписи, в 2010 году в деревне проживали 423 человека (244 мужчины и 179 женщин).